# التانکا
التانکا (به لاتین: Altanka) یک منطقهٔ مسکونی در لهستان است که در Gmina Sochaczew واقع شده‌است.

## خصوصیات
التانکا ۱۹۰ نفر جمعیت دارد.